# Stirling Lions SC
Stirling Lions SC (założony jako East Pert Macedonia) – australijski, półprofesjonalny klub piłkarski z siedzibą w Perth. Założony w 1958 roku, obecnie występuje w lidze National Premier Leagues Western Australia (National Premier Leagues).

## Historia
Klub Stirling Lions SC został założony w 1958 roku przez macedońskich imigrantów w celu integracji macedońskiej społeczności zamieszkałej w Perth. Klub został założony pod nazwą East Pert Macedonia. East Pert Macedonia został rozwiązany w 1967 roku. W 1969 roku klub został reaktywowany przy wsparciu finansowym macedońskiej społeczności. Klub w 1970 roku dołączył do amatorskich rozgrywek, w których występował pod nazwą West Perth Macedonia. W 1979 roku klub awansował do ligi First Division.
Od 1986 roku klub rozgrywa swoje spotkania na obiekcie Macedonia Park w dzielnicy Balcatta. Na przełomie lat 80. i 90. XX wieku klub osiągał największe sukcesy w swojej historii w tym sześciokrotnie zdobywał mistrzostwo stanu w rozgrywkach State League Premiers.
W 1999 roku klub przyjął obecną nazwę Stirling Lions Soccer Club.

## Sukcesy[1]
- Mistrzostwo w State League Premiers (6): 1983, 1984, 1985, 1987, 1994 i 1995;
- Zwycięzca Top Four/Five Cup (5): 1983, 1986, 1994, 1995 i 1996;
- Zwycięzca State Challenge Cup (6): 1980, 1992, 1996, 2006, 2007 i 2010;
- Zwycięzca Night Series (6): 1986, 1988, 1991, 1994, 1995 i 1996.